# Hans Christoph Buch

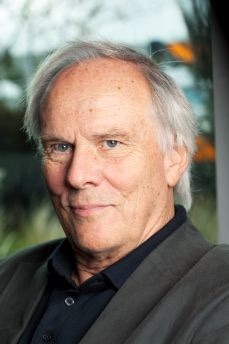
Hans Christoph Buch (2011)

Hans Christoph Buch (* 13. April 1944 in Wetzlar) ist ein deutscher Schriftsteller, Essayist und Reporter.

## Leben
Hans Christoph Buch ist der Sohn des Juristen und Diplomaten Friedrich Buch. Er wuchs in Wetzlar, Wiesbaden, Bonn und Marseille auf. 1963 machte er in Bonn sein Abitur. Anschließend begann er an der Universität Bonn ein Studium der Germanistik und Slawistik, das er ab 1964 in Berlin fortsetzte. 1967/68 nahm er als Stipendiat am Writers’ Workshop der University of Iowa teil, wo er Proteste gegen den Vietnamkrieg organisierte. 1972 promovierte er an der Technischen Universität Berlin bei Walter Höllerer zum Doktor der Philosophie.
Bereits 1963 hatte Buch bei einem Treffen der Gruppe 47 aus eigenen Werken gelesen. Seine frühen Prosaarbeiten zeigen einen Hang zur Groteske. In den Sechzigerjahren stand Buch mit literaturwissenschaftlichen und kritischen Werken unter dem Einfluss der Studentenbewegung und eines undogmatischen Marxismus. Seinem Freund Hans Joachim Schädlich verdankte er – nach eigenem Bekunden – die „Abkehr vom marxistisch verführten Denken“. In den Siebzigerjahren war er Lektor im Rowohlt Verlag und gab dort die von ihm begründete Zeitschrift Literaturmagazin heraus.
Später lehrte er als Dozent an verschiedenen Universitäten in San Diego (Kalifornien), Austin (Texas), New York, Hongkong, Buenos Aires, Santiago de Chile, Havanna, Hangzhou und Qingdao. Buch ist als Schriftsteller, Erzähler, Essayist und Reporter aktiv. Als solcher hat er für Die Zeit und andere Medien aus Kriegs- und Krisengebieten berichtet, unter anderem aus Liberia, Sierra Leone, Burundi, Ruanda, Südsudan und Westsudan (Darfur), Bosnien, Tschetschenien, Kosovo, Algerien, Kambodscha, Korea und Osttimor sowie immer wieder aus Haiti. Neben Mittel- und Südamerika bereiste Buch fast ganz Afrika, die Volksrepublik China und die Antarktis. Eine besondere Beziehung entwickelte er seit den Achtzigerjahren zum karibischen Raum (Buchs Großvater hatte als Apotheker in Haiti gelebt, seine Großmutter war eine Haitianerin), der häufig Schauplatz von Buchs Werken ist. In den 1990er Jahren trat er vor allem mit Reportagen aus afrikanischen Krisenregionen hervor.
Hans Christoph Buch war von 1972 bis 1986 Mitglied des Verbandes Deutscher Schriftsteller und von 1972 bis 1998 des P.E.N.-Zentrums Deutschland. 2022 war er Gründungsmitglied des PEN Berlin.
Im Herbst 2020 gehörte er zu den Erstunterzeichnern des Appells für freie Debattenräume.
Buch lebt in Berlin.

## Literarisches Werk
Das umfangreiche literarische Werk Hans Christoph Buchs entzieht sich einer eindeutigen Genre-Zuordnung. Seine Prosawerke verbindet stilistisch die Nähe zum magischen Realismus der lateinamerikanischen Literatur sowie eine zwischen Phantasie und Wirklichkeit mystisch schillernde Weltbetrachtung. Dass und wie Buch mit persönlichen Erlebnisberichten und Fiktionen jongliert, um die hinter den Fakten verborgene subjektive Wahrheit aufzuspüren, rief zum Teil kritische und widersprüchliche Reaktionen hervor.
Die Frage nach der Welthaltigkeit von Literatur steht seit Buchs literarischen Anfängen im Mittelpunkt seines Schreibens. Als er 1963 mit gerade einmal 19 Jahren auf einer Tagung der Gruppe 47 einen Text vortrug, bemängelten Walter Jens und Marcel Reich-Ranicki, dass Buchs Schilderung einer archäologischen Ausgrabung „nichts zu Tage fördere“. Während der Philosoph Ernst Bloch ihn als ein „Relikt spätbürgerlicher Dekadenz“ bezeichnete, lobten Günter Grass und Hans Magnus Enzensberger den „gewollten Leerlauf“ seiner Texte. Die Theoretiker der 1968er Studentenrevolte dagegen vermissten in Buchs Erzählband Unerhörte Begebenheiten (1966) das politische Engagement.
In den Siebzigerjahren plädierte er für die „neue Sensibilität“, also eine historisch-politische Analyse aufgrund subjektiver Wahrnehmung. Ab Mitte der Achtzigerjahre begann Buch, als Journalist über das Elend der Kriege in aller Welt zu schreiben, und veröffentlichte seine erste Reportage über den Sturz der blutigen Diktatur in Haiti unter Baby Doc in der Süddeutschen Zeitung. Seitdem versucht er, in Romanen wie Haiti Chérie (1990), Der Burgwart der Wartburg (1994) über Denunziantentum in der DDR oder Reise um die Welt in acht Nächten (2009) in einem „literarischen Experiment etwas über den Zustand der Welt herauszufinden“. In seiner Erzählung Nolde und Ich. Ein Südseetraum (2013) reist Buch auf den Spuren des deutschen Malers Emil Nolde nach Papua-Neuguinea und versucht, in halb-dokumentarischer Fiktion Emil Noldes widersprüchliche Seelenwelt zu erkunden. Als zeitgleich neue Dokumente über die Anbiederung Noldes an die Nazi-Bewegung auftauchten, warf man ihm – ungeachtet des fiktiven Charakters seiner Erzählung – „Geschichtsfälschung“ vor, obwohl der Text die Inkubationszeit der Moderne vor dem Ersten Weltkrieg schildert.
Reale Querverweise, eingebettet in oft phantastisch wirkende literarische Fiktion, führen Buchs Leser oft auf versteckte Um- und Abwege der dokumentarischen Geschichtsschreibung. In seinem 2016 erschienenen Roman Elf Arten das Eis zu brechen, oszillierend zwischen Autobiographie, Imagination und historischer Chronologie, erklärte Buch die Realität zu einem „müden Abklatsch der Literatur.“ Die Überzeugung, dass der „Aberglaube zum Alltag gehört und das Wunderbare zur Wirklichkeit“, zieht sich als roter Faden durch sein Werk, das circa 50 Romane, Essay- und Reportagebücher umfasst. Hans Christoph Buch, dessen Romane in Haiti als Nachdruck der von Grasset verlegten Übersetzungen ins Französische kursieren, hat sich als „frankophonen Schriftsteller“ bezeichnet, weil Sachbuch und Roman in der französischen Literatur nicht so scharf voneinander abgegrenzt werden wie etwa im deutschsprachigen Raum.

## Zitate
„Als ich mich Jahre später dabei ertappte, dass ich enttäuscht war, wenn kein Blut floss, kehrte ich an meinen Schreibtisch zurück, weil die Gewalt einen Sog erzeugt, der zur Sucht werden kann“, sagte Buch 2014 auf der Tagung „Krieg erzählen“ im Berliner Haus der Kulturen der Welt über seine Anfänge als Reporter.
„Wie viel müssen wir Ihnen zahlen, damit Sie endlich aufhören, über Tahiti zu schreiben?“, fragte Siegfried Unseld, der 1984 Hans Christoph Buchs Roman Die Hochzeit von Port-au-Prince veröffentlicht hatte. Buchs Großvater hatte sich im Karibikstaat Haiti – und nicht, wie Unseld meinte, auf der Insel im Südpazifik – als Apotheker niedergelassen und mit einer Haitianerin eine Familie gegründet.

## Auszeichnungen
- 1984 Chevalier des Ordre des Arts et des Lettres
- 2004 Preis der Frankfurter Anthologie.
- 2011 Schubart-Literaturpreis
- 2014 Verleihung der Ehrendoktorwürde durch die Universität Bern

## Werke

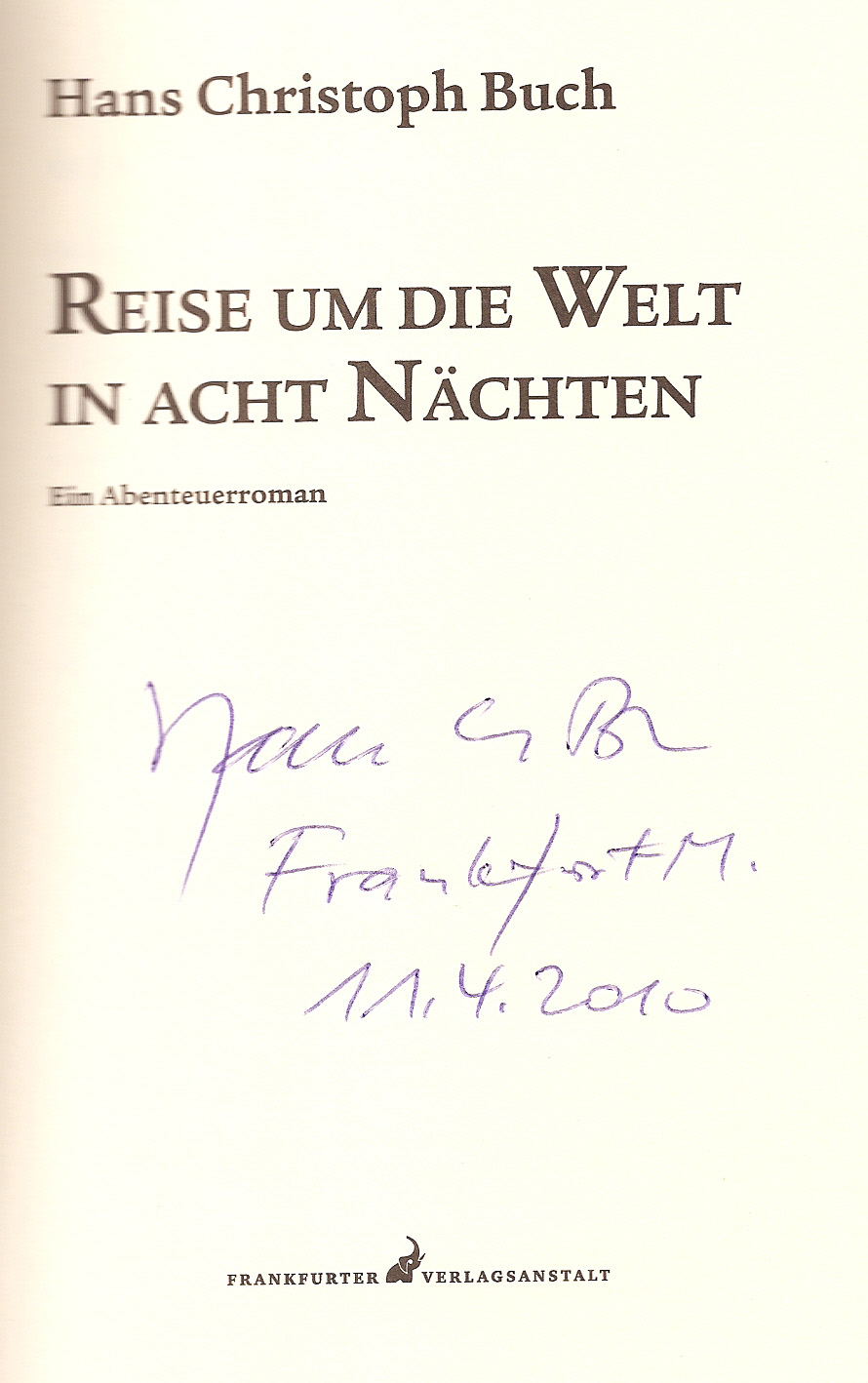
Signatur Buchs

- James Bond – Kleinbürger in Waffen, Essay im Magazin Der Monat, Jahrgang 1965
- Unerhörte Begebenheiten, Frankfurt am Main 1966
- mit Arno Waldschmidt: Bla-bla-bla! Berlin 1967
- Das große Abenteuer, München [u. a.] 1970
- Kritische Wälder, Reinbek bei Hamburg 1972
- Ut pictura poesis, München 1972 (Dissertation)
- Aus der Neuen Welt, Berlin 1975
- Die Scheidung von San Domingo, Berlin 1976
- Das Hervortreten des Ichs aus den Wörtern, München [u. a.] 1978
- Bericht aus dem Innern der Unruhe, Frankfurt am Main 1979
- Zumwalds Beschwerden, München [u. a.] 1980
- Jammerschoner, Frankfurt am Main 1982
- Die Hochzeit von Port-au-Prince, Frankfurt am Main 1984
- Karibische Kaltluft, Frankfurt am Main 1985
- Auf den Antillen, Frankfurt am Main 1986 (zusammen mit Maren Heyne)
- Der Herbst des großen Kommunikators, Frankfurt am Main 1986
- Waldspaziergang, Frankfurt am Main 1987
- Neue Aufzeichnungen eines Wahnsinnigen, Pfaffenweiler 1988
- Haïti Chérie, Frankfurt am Main 1990
- Die Nähe und die Ferne, Frankfurt am Main 1991
- Rede des toten Kolumbus am Tag des Jüngsten Gerichts, Frankfurt am Main 1992
- Tropische Früchte, Frankfurt am Main 1993
- An alle! Frankfurt am Main 1994
- Der Burgwart der Wartburg, Frankfurt am Main 1994
- Black and blue, Frankfurt am Main 1995
- Die neue Weltunordnung, Frankfurt am Main 1996
- James Bond oder Der Kleinbürger in Waffen
- Traum am frühen Morgen, Berlin 1996
- Übung mit Meistern, Berlin 1996
- In Kafkas Schloß, Berlin 1998
- Blut im Schuh, Frankfurt am Main 2001
- Kain und Abel in Afrika, Berlin 2001
- Monrovia, mon amour – eine Reise ins Herz der Finsternis. Romanfragment. Edition Mariannenpresse, Berlin 2002, ISBN 3-926433-30-2.
- Wie Karl May Adolf Hitler traf und andere wahre Geschichten, Frankfurt am Main 2003
- Standort Bananenrepublik, zu Klampen Verlag, Springe 2004, ISBN 3-934920-42-X.
- Tanzende Schatten oder Der Zombie bin ich, Frankfurt am Main 2004
- Black Box Afrika. zu Klampen Verlag, Springe 2006, ISBN 3-934920-94-2.
- Tod in Habana. Frankfurter Verlag-Anst., Frankfurt am Main 2007, ISBN 978-3-627-00144-5.
- Sansibar Blues oder wie ich Livingstone fand, Frankfurt 2008, Eichborn Verlag, ISBN 978-3-8218-6218-7.
- Das rollende R der Revolution. Lateinamerikanische Litanei, zu Klampen Verlag, Springe 2008, ISBN 978-3-86674-025-9.
- Reise um die Welt in acht Nächten. Ein Abenteuerroman, Frankfurter Verlagsanstalt, Frankfurt am Main 2009, ISBN 978-3-627-00164-3.
- Haiti. Nachruf auf einen gescheiterten Staat. Verlag Klaus Wagenbach, Berlin 2010, ISBN 978-3-8031-2648-1.
- Apokalypse Afrika oder Schiffbruch mit Zuschauern, Eichborn, Frankfurt am Main 2011, ISBN 978-3-8218-6236-1.[9]
- Baron Samstag oder das Leben nach dem Tod. Roman, Frankfurter Verlagsanstalt, Frankfurt am Main 2013, ISBN 978-3-627-00189-6.
- Nolde und ich –  Ein Südseetraum. (Die Andere Bibliothek Kometen, Band 4) Verlag Die Andere Bibliothek Berlin 2013, ISBN 978-3-8477-3003-3.
- Boat People. Literatur als Geisterschiff, Essays der gleichnamigen Poetik-Vorlesung, Frankfurter Verlagsanstalt, Frankfurt am Main 2014, ISBN 978-3-627-00207-7.
- Elf Arten, das Eis zu brechen. Roman, Frankfurter Verlagsanstalt, Frankfurt am Main 2016, ISBN 978-3-627-00230-5. („Buch des Monats“ der Darmstädter Jury für September 2016).
- Stillleben mit Totenkopf. Roman, Frankfurter Verlagsanstalt, Frankfurt am Main 2018, ISBN 978-3-627-00252-7.
- Tunnel über der Spree. Traumpfade der Literatur. Frankfurter Verlagsanstalt, Frankfurt am Main 2019, ISBN 978-3-627-00262-6.
- Kulturschock China oder: Wie ich die große Mauer erklomm. Erzählungen und Essays. Bacopa Verlag, Schiedlberg 2019, ISBN 978-3-903071-70-4.
- Nächtliche Geräusche im Dschungel. Postkoloniale Notizen. Berlin 2022.

### Herausgeberschaft
- Parteilichkeit der Literatur oder Parteiliteratur? Reinbek bei Hamburg 1972.
- Für eine neue Literatur – gegen den spätbürgerlichen Literaturbetrieb, Reinbek bei Hamburg 1973.
- Von Goethe lernen? Reinbek bei Hamburg 1974.
- Die Literatur nach dem Tod der Literatur, Reinbek bei Hamburg 1975.
- Thema Natur oder Warum ein Gespräch über Bäume heute kein Verbrechen mehr ist (Jahrbuch Tintenfisch), Wagenbach, Berlin 1977.
- Thema Deutschland (Jahrbuch Tintenfisch), Wagenbach, Berlin 1978.
- Tatanka Yotanka oder Was geschah wirklich in Wounded Knee? Berlin 1979.
- Johann Wolfgang Goethe: Die Leiden des jungen Werthers, Berlin 1982.
- Ein Traum von Europa, Reinbek bei Hamburg 1988.
- John Reed, Mexico 1914 – eine Revolutionsballade, Frankfurt 2005, Die Andere Bibliothek ISBN 978-3-8218-4560-9.
- Magnus Hirschfeld: Weltreise eines Sexualforschers im Jahre 1931/32, vorgestellt und mit einem Vorwort versehen von Hans Christoph Buch, Frankfurt 2006.

### Übersetzungen
- Lu Hsün: Der Einsturz der Lei-feng-Pagode, Reinbek bei Hamburg 1973.